# Nationalfeiertag (Belgien)

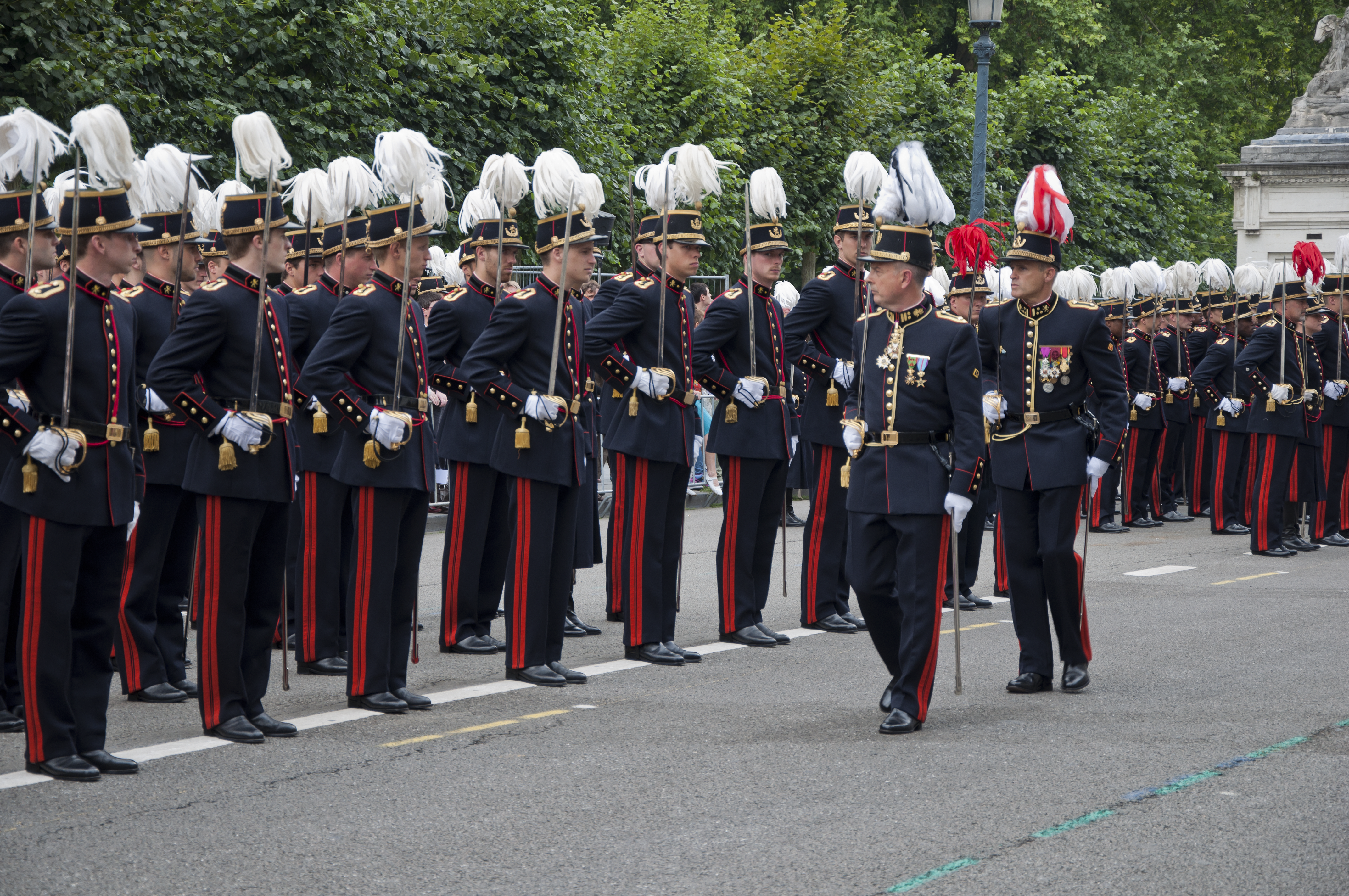
Generalmajor Harry Vindevogel beim Abschreiten der Ehrenformation der Königlichen Militärschule am 21. Juli 2011 in Brüssel

Der belgische Nationalfeiertag ist seit 1890 der 21. Juli.

## Hintergrund
Am 4. Oktober 1830 erklärte Belgien die Unabhängigkeit vom Königreich der Vereinigten Niederlande. Das ursprünglich vorgesehene Staatsoberhaupt Louis d’Orléans, duc de Nemours war jedoch nicht durchsetzbar, und somit fiel die Wahl auf Prinz Leopold von Sachsen-Coburg-Saalfeld. Dieser betrat am 17. Juli 1831 erstmals am Strand von De Panne belgischen Boden. Vier Tage später legte er als erster belgischer König den Eid auf die Verfassung ab.

## Geschichte
Nach der belgischen Revolution von 1830, die zur Unabhängigkeit Belgiens führte, entschied der Nationalkongress, dass das Land eine konstitutionelle Monarchie sein solle. Am 4. Juni 1831 berief der Kongress (mit 153 von 196 Stimmen) Prinz Leopold von Sachsen-Coburg-Saalfeld zum ersten König der Belgier.
Am 17. Juli gelangte der König mit dem Boot von England nach Calais und in einer Kutsche am Strand von Dünkirchen nach De Panne. An der Brüsseler Place Royale wurde er am 21. Juli 1831 vereidigt.
Erstmals wurde für den 27. September ein Nationalfeiertag festgelegt, um an die „Septembertage“, ein Name, der üblicherweise der belgischen Revolution gegeben wird, zu erinnern. Erst unter Leopold II. wurde am 27. Mai 1890 der Nationalfeiertag auf den 21. Juli festgesetzt, um dieses Datum für das Land mit der Person des Königs zu verbinden.